# Emil Sutovsky
Emil Sutovsky (* 19. září 1977) je izraelský šachový velmistr. Svůj titul velmistra získal v roce 1996. Od roku 2018 je Sutovsky generálním ředitelem FIDE. V letech 2012 až 2019 byl prezidentem Asociace šachových profesionálů.

## Kariéra
Šachy se Sutovsky naučil hrát ve věku čtyř let. V roce 1996 vyhrál v Medellíně šachové mistrovství světa juniorů. Dalším úspěchem Sutovského bylo vítězství na turnaji VAM Hoogeveen (systém každý s každým) v roce 1997. Tehdy skončil před (v tomto pořadí) Judit Polgárovou, Loek van Welym a Vasily Smyslovem. V roce 2000 pak vyhrál devítikolový turnaj Hastings Premier (4. ledna – 12. ledna). Tehdy skončil před Alexejem Drejevem, Ivanem Sokolovem či například Jonathanem Speelmanem.
V roce 2001 vyhrál v tiebreaku mistrovství Evropy jednotlivců v šachu před Ruslanem Ponomarjovem.
V roce 2003 (17. srpna – 26. srpna) skončil se 6,5/9 body na Vidmarově memoriálu na prvním místě společně s Alexandrem Beljavskjim. V roce 2007 vyhrál s 8/11 body 8. mistrovství Evropy v šachu, které se konalo v Drážďanech. V play-off se pak konečným, ale neoficiálním vítězem stal Vladislav Tkačijev.
V roce 2005 skončil na společně s Levonem Aronjanem, Zaharem Efimenkem, Kirilem Georgievem a Alexej Širovem na Gibraltarském šachovém festivalu, když dosáhl 7,5 bodů. V témže roce (14. února – 24. února) v tie-breaku vyhrál moskevský Aeroflot Open, přičemž dosáhl skóre 6,5 bodů a dosáhl tak stejného bodového zisku jako Vasily Ivančuk, Alexander Motylev, Andrei Kharlov, Vladimir Akopjan. Vítězstvím tak prokázal velkou kvalitu, jelikož na tomto turnaji skončil lépe než například Levon Aronjan, Ruslan Ponomarjov, Sergej Karjakin, Šachrijar Mamedjarov či Tejmur Radjabov. Toto vítězství jej kvalifikovalo na prestižní Dortmundské šachové dny, na kterých porazil Vladimira Kramnika, který se později stal šachovým mistrem světa. Na tomto turnaji dosáhl 3,5 bodů.
Sutovsky hrál na třech mistrovstvích světa FIDE: v roce 1997 byl vyloučen v prvním kole Guildardem Garciou; v roce 2000 byl vyloučen v prvním kole Igorem Natafem; v roce 2001 byl ve třetím kole vyloučen finalistou Vasylem Ivančukem .
Nezúčastnil se kontroverzního mistrovství světa v šachu FIDE 2004 kvůli obavám o to, jak by hostitel turnaje v Libyi zacházel s izraelskými hráči.
S zúčastnil se mistrovství světa v šachu v roce 2005, mistrovství světa v šachu 2007, v roce 2009 a v roce 2011.

## Šachová olympiáda
Sutovsky reprezentoval Izrael na celkem devíti šachových olympiádách během let 1996 až 2014. Na šachové olympiádě v roce 2010 získal zlatou medaili za nejlepší individuální výkon na druhé šachovnici a dosáhl nejvyššího TPR (Tournament Perfomance Rating – rating turnajového výkonu), a to ratingu 2895.

## Herní styl
Sutovského nekompromisní styl upoutal velkou pozornost: jeho partie, kterou vyhrál nad Ilyou Smirinem na šachovém mistrovství Izraele byla zvolena nejlepší šachovou partií 86. vydání knihy Chess Informant. Od roku 2006 má v hlavním francouzském šachovém časopise Europe Échecs svůj vlastní rubriku - „Jeu créateur“ („Kreativní šachy“).
Sutovsky hraje prakticky vždy 1.e4 za bílé, přičemž příležitostně zkouší nemoderní nebo staromódní zahájení, jako je hra dvou jezdců v obraně, královský gambit či skotská hra. S černými obvykle hraje proti 1. d4 Grünfeldovu obranu nebo královskou indickou obranu a sicilskou obranu nebo Španělskou hru proti 1. e4.